# UFC Fight Night: Shogun vs. Henderson 2
UFC Fight Night: Shogun vs. Henderson 2 (también conocido como UFC Fight Night 38) fue un evento de artes marciales mixtas celebrado por Ultimate Fighting Championship el 23 de marzo de 2014 en el Ginásio Nélio Dias en Natal, Brasil.

## Historia
El evento estelar estuvo encabezado por la revancha entre las leyendas Maurício Rúa y Dan Henderson. Henderson ganó la primera pelea en noviembre de 2011 en UFC 139 por decisión unánime en una pelea alabada por muchos expertos de AMM como la Pelea del Año 2011 y una de las mejores peleas en la historia de la UFC.
Gleison Tibau se esperaba enfrentar a Mairbek Taisumov en el evento. Sin embargo, Tibau se retiró de la pelea citando una lesión y fue reemplazado por Michel Prazeres.
Se esperaba que Diego Brandão se enfrentara a Will Chope en el evento. Sin embargo, después de los pesajes, la pelea fue cancelada cuando se mostraron documentos en los que Chope había agredido y amenazado a su exesposa.

## Resultados
1. ↑  A Parke se le dedujo 1 punto por agarrar los pantalones de Santos en la ronda 2.
2. ↑  A Taisumov se le restaron 2 puntos: uno por una patada en la cabeza ilegal en la ronda 1 y otro por agarrar las rejas de la jaula en la ronda 2.

## Premios extra
Cada peleador recibió un bono de $50,000.
- Pelea de la Noche: Maurício Rúa vs. Dan Henderson
- Actuación de la Noche: Dan Henderson y Godofredo Castro